# 一乗寺 (羽島市)
一乗寺（いちじょうじ）は、岐阜県羽島市小熊町にある臨済宗妙心寺派の寺院。山号は小熊山。美濃四国35番札所。

## 歴史
真言宗の寺院として弘仁10年（819年）に空海により開闢されたと伝わる。その際に橋杭を用いて自ら地蔵を彫ったとされ、小熊地蔵として尊崇されるようになる。
おおよそ、空海が布施屋を設けたことを記していると思われる。承和二年(835年)六月廿九日に出された太政官符に渡しの船を増やし布施屋を整備したことが「古事類苑」という文献からみられる。その渡しと布施屋は国司と国分寺の講讀師による共同経営であったことから、次第に大寺院の管理下におかれたことが分かる。いずれも開闢という言葉から分かるように何らかの信仰地が寺になっていったのである。
鎌倉時代の文治3年（1187年）には源頼朝が祈願を行って戦いに勝利したため、伽藍を再興して千両の団金を寄進したされる。団金を寄進する際に「朝日さす　夕日かがやく木のもとにこがね千両後の世のたから」との歌が添えられていたことや、団金のその後についての伝承がないことから埋蔵金となっているという説がある。
源行家と義円らが陣を敷いたことや源義経と梶原景時が源平合戦のおり西国に向かう前に落ち合ったこと、源頼朝が初上洛した際に行き帰りにに休憩したこと、鎌倉将軍は上洛の折りは休憩していったことが「吾妻鏡」にみられる。源頼朝が上洛した際に梶原景時に命じて寺と街道を修繕したことから団金も寄進されたと考えられる。
永禄11年（1568年）に織田信長が小熊地蔵を岐阜に移したが、しばらくして地蔵が小熊に戻りたいと信長に夢枕で宣ったため、信長は地蔵を移した場所を小熊と改名した。
「信長公記」によると、森部の戦いで勝利した後に陣を敷いたことがみられる。「武功夜話」によると木下藤吉郎（後の豊臣秀吉）らが一夜砦を作る折りに集合場所にしたことがみられる。
その後一乗寺は衰微したが、臨済宗の江西祖伝禅師により万治元年（1658年）に臨済宗妙心寺派の寺院として再興される。現在一乗寺の地蔵堂に納められている地蔵像は慈覚大師の作で、尾張から江西禅師が移したものである。
禅宗として再興後は、彦根の井伊家の庇護もあって発展し、菩提和讃の編纂に携わった月山禅師や古事類苑の産業部の編集、「正法輪」の発刊に携わった雲外禅師（後藤亮一）を輩出した。
境内には境内や周辺から集められた五輪石塔が供養されている。石塔から古代の街道であったことを知ることができる。
また参道では秋に黄葉した銀杏並木が見られる。

## 文献等からみる歴史
古代・中世に貫く交通の要地と伊勢や桑名に向かう川湊があり、多くの鉄工（主に鋳物師）が住む信仰地であった。交通の要地としては尾張国の「スノマタの渡し」、通称「東海道」である。境川（尾張川、足近川）と長良川の合流地点（現在の福寿工業の場所、昭和初期に流路は変更）までが戦国時代ごろまでの尾張国であることが「尾張志」などにみることができる。
境川（尾張川、足近川）はかつての木曽川の本流で今の境川を通り、一乗寺の北で長良川と合流していたのである。この合流した地点よりしばらく南をスノマタ河と呼んだ。その両側をスノマタ、スノマタの渡しと呼んだが、戦国時代までの通称である。
地蔵菩薩と参道は真東を向き春分と秋分の太陽が上る方角を、本堂は冬至の太陽の上る方角（真東より２９°南に向く）を指していた。かつての本堂の向きの先に「辰星（時を告げる星）」という字名がみられる。それらの施設は太陰暦によるズレを修正するためのものであり世界的にはエジプトのアブ・シンベル神殿にみられる。「朝日さす　夕日かがやく木のもとにこがね千両後の世のたから」はそのことを象徴する歌で、農業には時節を知ることが不可欠である。「朝日さす　夕日かがやく．．．」という歌は全国にみられ、概ね時節を知ることができるので農業が発展して豊かになるという意味である。
さらに地蔵尊の安置された東西線は、白鳥が飛来する最南端を指している。世界的にみる鉄工民が白鳥を追いかけて日本まで来たという伝承があるが、そのことを裏付けるような形態である。一乗寺はほぼ往時の地形を残している。これは一乗寺から真西の南宮山にもみられる。本殿は真東より２９°南に向いており、南宮山の本殿の先に宮代廃寺跡という塔の跡がみられる。太陽を観測する技術が世界中に拡がっていたことが確認できる。
一乗寺の北西にある排水機場を工事した際に弥生時代や古墳時代の土器が数百と出土した。大きな船が「スノマタの渡し」についていたことを裏付ける。一部が羽島市歴史民俗資料館・羽島市映画資料館でみられる。土岐や瀬戸で製作されたもので「奈良文化財研究所飛鳥資料館」の解説によると交易品であることが分かり、一乗寺に集積されていたことを知ることができる。出土品から2000年近く前には信仰地であり、交通の要地で物資の中継点でもあったことが分かる。
一乗寺の「伝承記」には弘仁10年（819年）に空海により開闢されたとある。信仰地として象徴的な場所に空海により地蔵尊が安置された。承和二年(835年)六月廿九日に出された太政官符によると、スノマタ川（現在の長良川の一部）の渡し船を2艘加えて4艘にし両岸に布施屋を設けよという命令が朝廷から出された。大安寺（当時空海が別当）より忠一が派遣され「スノマタの渡し」は整備された。整備後は国司と国分寺によって管理運営されたとある。
正式な「東海道」は桑名を通るのだが、船が難破することがあったために陸路である一乗寺を通過した。そのため通称「東海道」と呼ばれた。一乗寺の参道は律令時代の官道の規格の名残を残しおり、上辺約６ｍの台形に土が盛った道である。両側に上辺2mの高さ2mの鎌倉時代の土塁が築かれてある。一乗寺の参道を真東に延長すると足近町の「北宿」と「南宿」の間を通り木曽川町黒田に到達することから古代は直線道路が築かれていたことが分かる。一乗寺の参道は通称「東海道」であり、律令時代からの形が残っている。
五輪塔の多くは墓ではなく街道沿いや渡しに寄進されたモニュメントである。洪水などの災害があっても道の場所が分かるように主に中世に寄進された。そのために街道のあった場所に五輪塔は多い。一乗寺にある五輪塔は境内地および西側の新川（新たに設けられた境川）の工事などで出土したものである。
鎌倉時代ごろには興福寺または東大寺の荘園地になっていた。源平合戦のキッカケである治承・寿永の乱で当時の一乗寺とその周辺は燃やされて源行家らが陣を置いたことが一乗寺の「伝承記」や「吾妻鏡」、「平家物語」にみられる。墨俣川（現在の長良川の一部）は東西の境と認識されており、たびたび陣が敷かれた。源平合戦が終わるまでの間、源氏と平家が小競り合いをし、その際にも羅災した。
源頼朝が上洛する際の行き帰りに当時の一乗寺（小熊）に休憩または宿泊したことが「吾妻鏡」にみられることから、上洛の前に再建したことが分かる。この時の奉行が梶原景時であったことが「吾妻鏡」にみられる。
戦国時代になると織田信長が「森部の戦い」の後で当時の一乗寺に乱入し周辺を焼いたことが一乗寺の「伝承記」、「信長公記」、「武功夜話」にみられる。「信長公記」や「武功夜話」によると当時の一乗寺に乱入し制圧したのちに佐々成政に整備しなおすように命じたとある。
「武功夜話」によると木下藤吉郎らは当時の一乗寺に参集し、馬を50頭堤の下に繋いでおいた。境川 (岐阜県)に木材を流し、東小熊でその馬を使い引き上げて西小熊で組み上げて、境川を渡り現在の「中部運輸局岐阜運輸支局」に砦を築いたとある。そのためか、「中部運輸局岐阜運輸支局」の南側の橋の下に石垣で使われたであろう五輪塔といった転用石が多くみられる。
織田信長は小熊の町ごと現在の岐阜市に移動した。その際に信仰仏である地蔵尊も慈恩寺に移動した。そこには多くの鋳物師がおり、戻りたいと懇願したようだが信長は地名を小熊に変更した。字名から現在よりも広範囲であったことが分かる。伝承によれば小熊地蔵が信長の枕元に立ち小熊に戻りたいと懇願したところ、新たな地蔵堂の字を小熊に改めたという。
その後に豊臣秀吉の治世までは寺として機能していたようだが、その死によって衰微し荒廃していった。「武功夜話」によると一夜砦の痕跡を探した時には土の山があるばかりで荒れ地が拡がっていたことが書かれている。
万治元年（1658年）に江西祖伝禅師を開山として月空禅師が禅寺として再興した。現在の地蔵尊は慈覚大師（円仁）の持ち物で、知多郡美浜町上野間（旧上野間村）の大仙寺から安置した。彦根の井伊氏が後ろ盾になったために寺紋が橘である。地蔵尊は今も神が宿る信仰の地のためと安置した。大きな開発が行われなかったお陰で古代の痕跡が残り、確かに西の彼方から鉄工と農耕を伝えた人々の故郷に手を合わせる形になっている。
江戸時代は、土地を寺院に寄進すると年貢を免れることができた。寺院に2割を寄進するだけでよかったこともあり、禅寺は大きいところが多い。
「菩提和讃」を編集した人物のひとり、月山禅師が住職を務めたころには最盛期を迎える。
天明の大飢饉のおりに「天明地蔵尊」が建立された。「天明五年 己正月廿四日 西小熊村」とあり、天明5年正月24日が迎えられなかった人のためにと刻まれている。天明の大飢饉が大規模であったことと羽島付近も例外ではなかったことを伝える。
昭和になって、14代の後藤亮一（雲外禅師）が国会議員を務めた。「古事類苑」の産業部の編集、「正法輪」の発刊に携わった。臨済宗妙心寺派の宗務総長を務めるなどをしたが「私は聖人ではないので」が口癖で有髪でちょび髭をしていた。
戦後には経済的に困窮し、松原をイチョウに植え替えた。そのために、秋には紅葉が見られる現在の姿になった。